# Lauttasaaret (ö i Kajanaland)
Lauttasaaret är en ö i Finland. Den ligger i sjön Ontojärvi och Nurmesjärvi och i kommunen Kuhmo i den ekonomiska regionen  Kehys-Kainuu  och landskapet Kajanaland, i den centrala delen av landet, 500 km nordost om huvudstaden Helsingfors. Öns area är 2,2 hektar och dess största längd är 200 meter i öst-västlig riktning.  Notera att namnet antyder att det är fråga om flera öar.